# إسباينوزا دي لوس مونتيروس
بلدية إسباينوزا دي لوس مونتيروس (بالإسبانية: Espinosa de los Monteros)‏، هي إحدى بلديات مقاطعة برغش، التي تقع في منطقة قشتالة وليون، والتي تقع في شمال غرب إسبانيا.
يبلغ عدد سكانها 2.042 نسمة وفقاً لإحصائية سنة (2002).